# Provincia Velasco
La provincia de Velasco es una provincia de Bolivia, ubicado en el este del país, en el departamento de Santa Cruz. Forma parte de la Chiquitania, junto a las provincias de Chiquitos, Ñuflo de Chaves, Ángel Sandoval, Germán Busch y Guarayos, posee una superficie de 65.425 km² y una población de 69 828 habitantes (INE 2012).
La capital provincial es la ciudad de San Ignacio de Velasco.

## Historia
Los padres Miguel Areijer y Diego Contreras, de la orden jesuita, el 31 de julio de 1798 fundaron la misión de San Ignacio, con indios chiquitanos y guarayos entre otros.La ciudad está recorrida por calles anchas y rojizas, frente a la iglesia está la plaza, con árboles floridos y rodeada de casas que conservan su arquitectura ancestral.
El nombre se debe en honor al expresidente de Bolivia, José Miguel de Velasco.

## Geografía
Está ubicada en el este de Bolivia, en el departamento de Santa Cruz. Limita al norte con el departamento del Beni, al este con la República de Brasil, al sureste con la provincia Ángel Sandóval, al sur con la provincia Chiquitos y al oeste con la provincia Ñuflo de Chaves.
La superficie del territorio es plana en su mayor parte, pero la atraviesan algunas serranías bajas del sistema chiquitano.
Por la provincia corren algunos ríos como los ríos Paraguá, Pauserna, Iténez y San Juan.

## Demografía
De acuerdo con el censo boliviano de 2024, la población de la provincia de Velasco es de 91 573 habitantes.
La población de la provincia se ha más que duplicado en las últimas tres décadas:
| Año  | Habitantes | Fuente |
| ---- | ---------- | ------ |
| 1992 | 42 929     | Censo  |
| 2001 | 56 702     | Censo  |
| 2012 | 69 742     | Censo  |
| 2024 | 91 573     | Censo  |

## Administración
La provincia de Velasco está dividida en 3 municipios:
1. San Ignacio de Velasco
2. San Miguel de Velasco
3. San Rafael de Velasco

### Subgobernadores
Los subgobernadores de las provincias son designadas por el gobernador del departamento:
| Subgobernador/a de la Provincia Velasco | Designado/a por el Gobernador | Periodo como Subgobernador o Subgobernadora   | Duración en el Cargo       | Referencias |
| --------------------------------------- | ----------------------------- | --------------------------------------------- | -------------------------- | ----------- |
| Aurelio Vaca El Hage Ribera             | Rubén Darío Cuellar           | 3 de agosto de 2005 - 3 de abril de 2012      | 6 años y 8 meses           |             |
| Carlos Mario Aguirre Mayser             | Rubén Costas Aguilera         | 3 de abril de 2012 - 3 de agosto de 2014      | 2 años y 4 meses           |             |
| Moisés Fanor Salces Lozano              | Rubén Costas Aguilera         | 3 de agosto de 2014 - 29 de diciembre de 2014 | 4 meses y 23 días          |             |
| Jaime Prestel Rivero                    | Ruth Lozada Áñez              | 16 de enero de 2015 - 22 de junio de 2015     | 5 meses y 6 días           | [ 3 ]       |
| Juan Carlos Toledo Mercado              | Rubén Costas Aguilera         | 22 de junio de 2015 - 22 de noviembre de 2020 | 5 años y 5 meses           |             |
| Kenny Middagh Kauffman                  | Rubén Costas Aguilera         | 22 de noviembre de 2020 - 3 de mayo de 2021   | 5 meses y 11 días          |             |
| Milena Zarzar (interina)                | -                             | 3 de mayo de 2021 - 2 de junio de 2021        | 30 días                    |             |
| Katherine David Céspedes                | Luis Fernando Camacho         | 2 de junio de 2021 - 9 de junio de 2021       | 7 días                     |             |
| Aurelio Vaca El Hage Ribera             | Luis Fernando Camacho         | 30 de junio de 2021 - Actualidad              | 3 años, 10 meses y 23 días |             |

## Economía

### Turismo

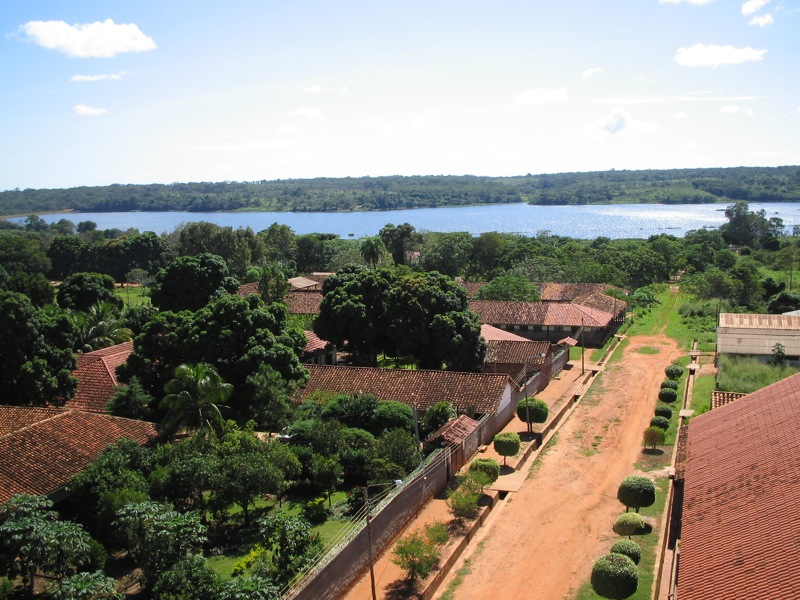
Vista de la ciudad de San Ignacio de Velasco y la Represa El Guapomó.

La provincia Velasco forma parte de los llanos de Chiquitos, en donde se desarrollaron las misiones jesuitas de Chiquitos en los siglos XVI y XVII. Estas misiones construyeron varias iglesias de arquitectura barroca, de las cuales forma parte la iglesia de San Ignacio de Velasco. Esto junto a los numerosos atractivos naturales de la provincia la hacen un lugar concurrido por turistas nacionales y extranjeros.
Entre los atractivos turísticos están:
- Parque Nacional Noel Kempff Mercado
  - Catarata Arco Iris
- Área protegida municipal Bajo Paraguá
- Santa Rosa de la Mina
- Santa Rosa de la Roca
- Catedral de San Ignacio de Velasco
- Plaza principal de San Ignacio
- La Cueva del Yeso
- Balneario Las Piedritas
- Represa El Guapomó